# Tityus serrulatus
Tityus serrulatus — вид скорпіонів родини Buthidae. Один з найотруйніших скорпіонів Південної Америки.

## Поширення
Ендемік Бразилії. Широко поширений на півдні та сході країни. Природно скорпіон живе у тропічних дощових лісах, але з розширенням людської діяльності, вид заселився в поселеннях людей, де він знаходить прихисток та поживу у будинках.

## Опис
Скорпіон завдовжки 5-7 см. Тіло коричневе з жовтими кінцівками. Хвіст зігнутий догори з цибулеподібним кінчиком. На кінці хвоста є жало з отрутою.